# Pfarrkirche St. Oswald ob Eibiswald

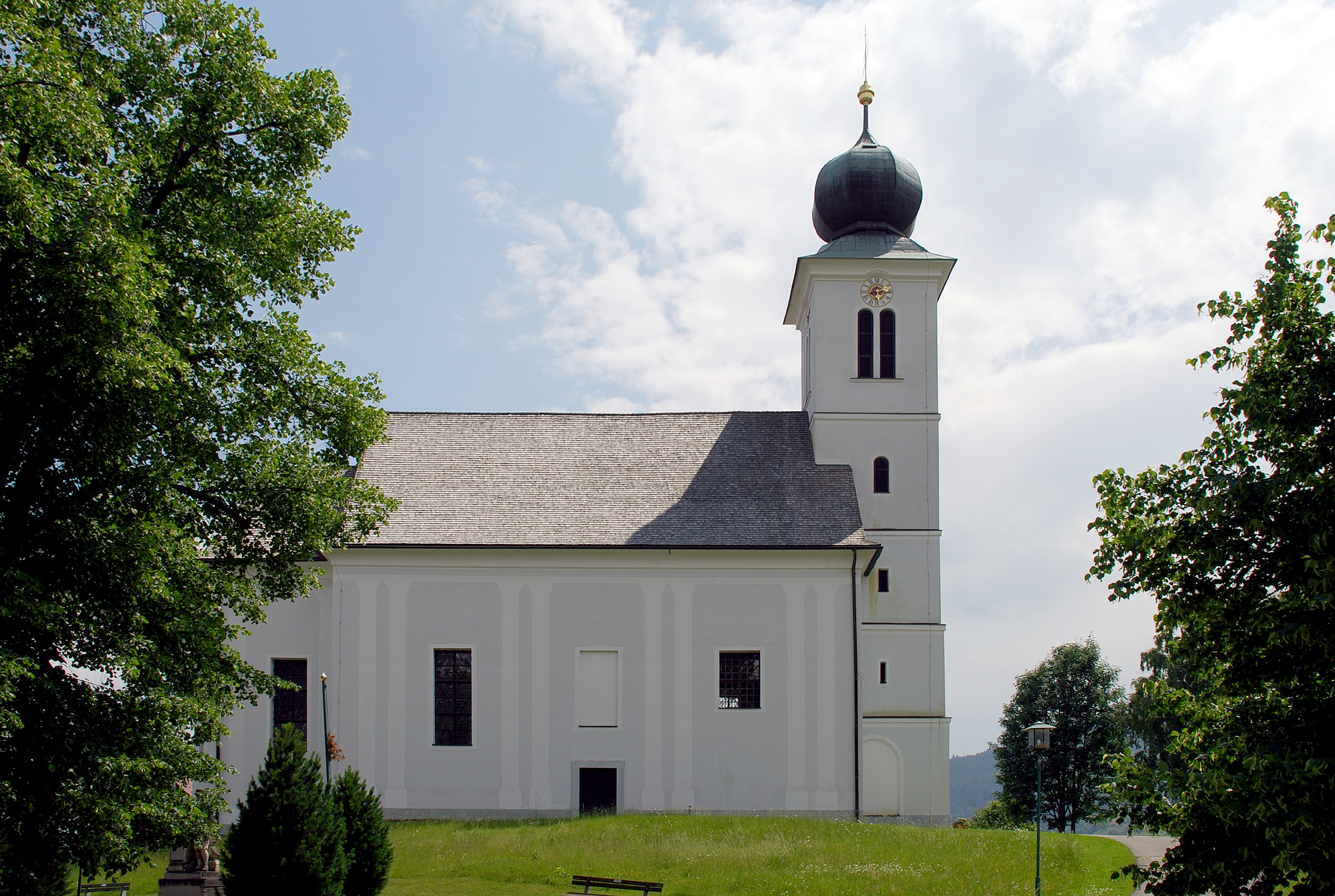
Kath. Pfarrkirche hl. Oswald in Sankt Oswald ob Eibiswald

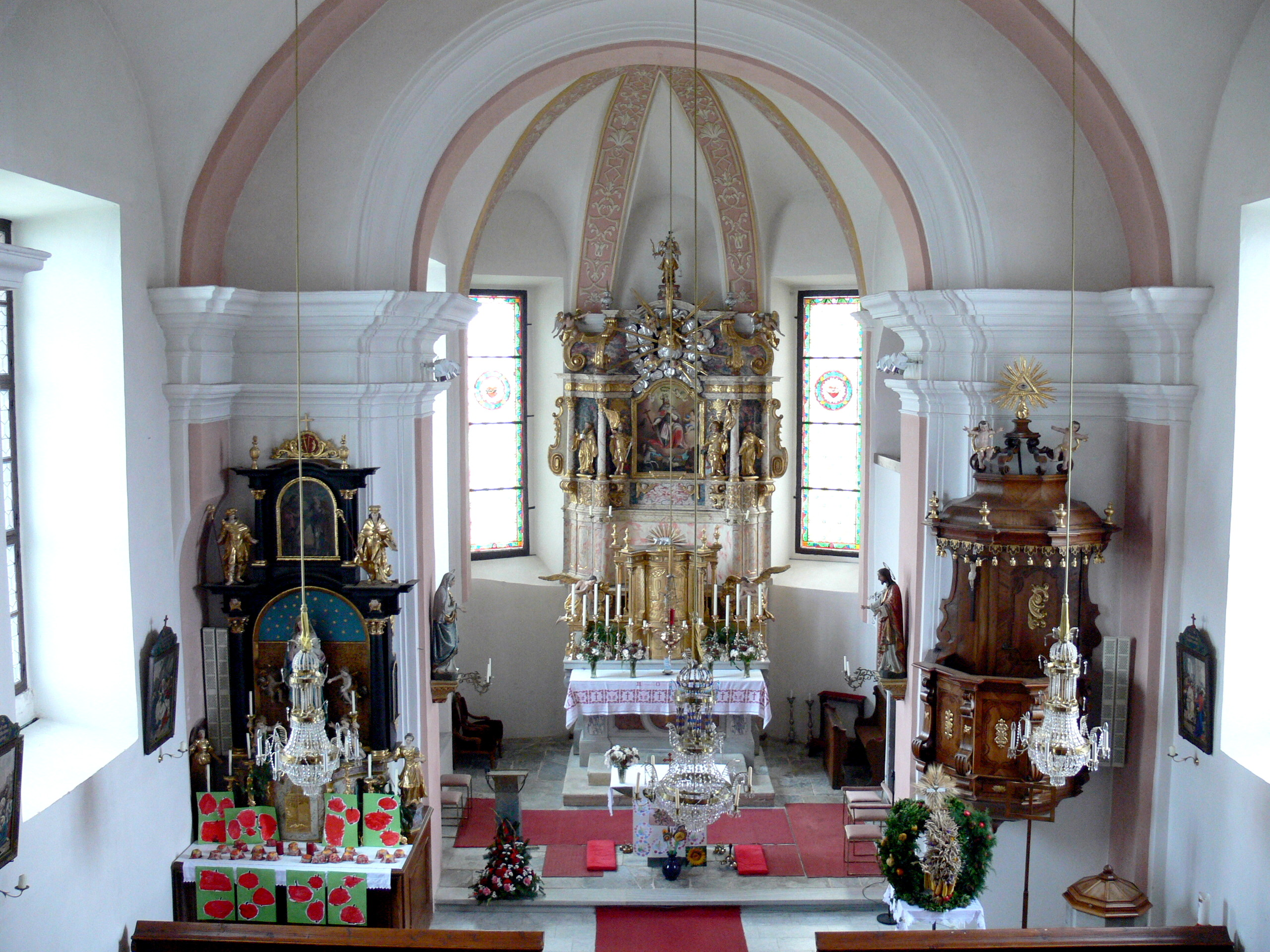
Im Langhaus zum Chor

Die römisch-katholische Pfarrkirche Sankt Oswald ob Eibiswald steht im Ort Sankt Oswald ob Eibiswald in der Marktgemeinde Eibiswald im Bezirk Deutschlandsberg in der Steiermark. Die auf den heiligen Oswald geweihte Pfarrkirche gehörte bis Ende August 2018 zum dann aufgelösten Dekanat Deutschlandsberg in der Diözese Graz-Seckau, seit Auflassung dieses Dekanates liegt sie im Seelsorgeraum Südweststeiermark. Die Kirche steht unter Denkmalschutz.

## Geschichte
1399 wurde urkundlich eine Kirche genannt. Die Kirche war eine Filiale der Pfarrkirche Eibiswald. Der heutige Kirchenbau wurde von 1723 bis 1728 erbaut und 1783 zur Pfarrkirche erhoben. 1981 war eine Außenrestaurierung.

## Architektur
Der einheitliche barocke Kirchenbau hat ein dreijochiges Langhaus und einen einjochigen niedrigeren Chor mit einem Dreizehntelschluss. Der leicht eingestellte fünfgeschoßige Westturm trägt einen Zwiebelhelm. Südlich am Chor ist eine Sakristei mit einem darüberliegenden Oratorium angebaut. Das Westportal zeigt die Jahresangabe 1723. Die Fassade ist mit Putzschnitt-Doppel-Pilastern gegliedert.
Das Kircheninnere zeigt Kreuzgratgewölbe auf Gurten mit Wandpfeilern mit kräftigen Gesimskapitellen. Die Gesimskapitelle sind am eingezogenen rundbogigen Fronbogen verkröpft. Die dreiachsige Westempore ist geschwungen. 

## Ausstattung
Der Hochaltar aus dem ersten Drittel des 18. Jahrhunderts wurde später verändert. Das Hochaltarbild und der Tabernakel sind aus dem 19. Jahrhundert.
Die Orgel bauten 1927 die Gebrüder Mauracher.